# 三菱電機照明
三菱電機照明株式会社（みつびしでんきしょうめい、Mitsubishi Electric Lighting Corporation）は、三菱電機グループに属する照明事業専門の電機メーカー。

## 概要
1973年に三菱電機の関係会社として静岡県大東町に設立された菊川照明株式会社（現・掛川南工場）を母体とする。
1989年に三菱電機本社の照明器具部門が移管され、現商号に変更された。そのため現在の本社は同部門があった鎌倉市大船にある。
2012年10月に三菱電機グループ内の照明事業再編により、ドイツ・オスラムと三菱電機の合弁によるランプ製造メーカーであるオスラム・メルコ株式会社（現・掛川北工場）、その販売会社である三菱電機オスラム株式会社の両社を吸収する形で統合された。
3社統合以前の三菱電機照明は照明器具を扱い、電球・蛍光灯・LEDランプ類は三菱電機オスラム／オスラム・メルコにより「MITSUBISHI OSRAM」ブランドで販売されていたが、この3社統合に合わせてLED照明器具およびランプを包括する新ブランド「MILIE（ミライエ）」の展開を開始。のちにオスラム社との合弁関係は解消され、当社によるオスラム一般光源製品の取り扱いは終了した。
ランプ類に関しては2011年3月末に一般的な白熱電球の生産を終了（三菱電機オスラム）。2020年3月末までに蛍光ランプ・点灯管・電球型蛍光灯の生産・販売を順次終了。蛍光灯器具についても2019年3月までに生産終了。以後はLED電球とLED照明器具のみの生産へ完全移行した。
なお三菱製LED照明器具とLED電球を取り扱う量販店は少なく、系列店「三菱電機ストアー」での販売が中心となっている。また、近年の住宅用照明器具は他社（東芝ライテックなど）からOEM供給を受けて販売している（日立グローバルライフソリューションズへも委託していたが、同社が2022年12月限りで一般住宅用LED照明器具生産より撤退したため委託解消）。